# Euproctis psolarga
Euproctis psolarga är en fjärilsart som beskrevs av Collenette 1947. Euproctis psolarga ingår i släktet Euproctis och familjen tofsspinnare. Inga underarter finns listade i Catalogue of Life.